# بوريس بلانك
بوريس بلانك (بالإنجليزية: Boris Blank)‏ (و. 1952  م) هو موسيقي، ومغني سويسري، ولد في برن، يستخدم آلات أورغ كهربائي.

## وصلات خارجية
- بوريس بلانك على موقع IMDb (الإنجليزية)
- بوريس بلانك على موقع ميوزك برينز (الإنجليزية)
- بوريس بلانك على موقع أول ميوزيك (الإنجليزية)
- بوريس بلانك على موقع ديسكوغز (الإنجليزية)
- بوريس بلانك على موقع قاعدة بيانات الفيلم (الإنجليزية)

- بوريس بلانك في قاعدة بيانات الأفلام على الإنترنت